# I'll Cast a Shadow
«I'll Cast a Shadow» es el último sencillo de la banda de groove metal Pantera del álbum Reinventing the Steel. La canción es el último sencillo lanzado por el grupo antes de su ruptura hasta su reunión en 2022, y también el último sencillo que presenta al guitarrista Dimebag Darrell y al baterista Vinnie Paul antes de su muerte en 2004 y 2018 respectivamente.

## Lista de canciones
Descarga digital
1. «I'll Cast A Shadow» (Versión del álbum) – 5:24
2. «I'll Cast A Shadow» (Radio Edit) – 3:54

## Posicionamiento en listas
| Lista (2000)                            | Mejor posición |
| --------------------------------------- | -------------- |
| Estados Unidos (Mainstream Rock Tracks) | 37             |
| Reino Unido (UK Rock Songs)             | 15             |